# 刘知白

刘知白（1915年11月24日—2003年8月14日），原名刘庭坦，中国水墨画画家。

## 生平
刘知白于1933年就读于苏州美术专科学校，并师从于苏州美专中国画系系主任顾彦平。顾家是中国有名的大收藏家族，顾家的“过云楼”在100年间收藏了许多自唐朝至清朝以来的中国艺术史上伟大艺术家的作品。1935年，刘知白住进“过云楼”，并在顾彦平教授的指导下长期研究和探索中国古代画家的艺术作品及艺术史。
抗战时期，刘知白开始流亡。1946年刘知白回到故乡任教于凤阳县中学教授艺术。1948年国共内战时期，刘知白再度避战乱于广西省，并于同年12月在中国古代画家石涛的故乡广西省全县首次提出“学时有他无我，化时有我无他” 的画学思想。
在其后近50年艺术创作过程中，刘知白在持续不断研究中国古代艺术的同时又深入研究云贵高原的山水风物。一生坚守独立思想并苦心探索艺术创新道路的刘知白，终于在80岁时用其生命的最后十年时间走进他的艺术高峰，并创造出了与千年中国水墨画艺术不同的新艺术形式，表达了他独立于世俗社会中对于生活方式的选择与艺术表达。由于刘知白独特、自我的艺术表达，所以他生前一直不被中国主流艺术界所认可，直到他去世后十五年，刘知白对于中国水墨艺术的探索和艺术精神的伟大贡献才被中国最著名的一批艺术史家逐渐发现，并纷纷撰写论文进行研究，称他的艺术是“上承宋元，下接明清，既继承了中国传统艺术的精髓，又注重艺术语言形式的创新”，刘知白60余年苦心研究古法，追求艺术创新而始终如一，并终于在80岁以后创造出了中国泼墨大写意山水画的新技法，成为中国画传统的最后守望者和新世纪艺术创新的前行者，即他晚年创造的水墨艺术已经站在了传统与现代的临界点上，预示了21世纪中国水墨转向抽象与表现的历史趋势。
刘知白去世后，多家出版社先后为他出版《中国近现代名家画集-刘知白》、《刘知白中国画集》、《黔山风骨——刘知白的艺术》及《清气和诗醉墨痕——论刘知白泼墨山水画》、《知白守黑——谈刘知白的艺术》等专著15部，20多篇研究评论发表于中国各类核心艺术杂志，90多件作品分别被中国美术馆、中国国家画院、贵州省博物馆、贵州省文史研究馆、安徽省文史研究馆等艺术机构收藏。

## 年代表
- 1920年，5岁。入私塾读幼学。课余从外祖父学习经史及书法
- 1925年，10岁。从外祖父家获《芥子园画谱》，始习绘事
- 1928年，13岁。先后拜乡贤田少珊、王仲超为师学习诗词文章,14岁作《咏梅》诗：“何人独看梅花瘦，压倒群芳岭上开。玉骨生成纯洁色，姗姗凝是美人来。”
- 1933年，18岁。考入苏州美专国画科
- 1935年，20岁。春，与凤阳王效引长女王文华女士在凤阳成婚。5月，入苏州“百花画馆”从苏州美术专科学校教授朱竹云专习山水画。7月，拜入苏州美术专科学校国画科主任顾彥平教授门下，入住有百年收藏史的顾氏“过云楼”随师研习中国古代艺术。长女出生，1岁左右病亡
- 1937年，22岁。长子维国出生。抗战爆发。别师返乡。任教于凤阳第一小学
- 1938年，23岁。春，凤阳沦陷。携夫人逃亡至长沙，往来于衡阳、全县、桂林等地刻印鬻画为生。是年以字知白行世
- 1939年，24岁。次子出生
- 1941年，26岁。三子维沅出生
- 1942年，27岁。往广西全县任教于大同中学。与流亡到此的太沧钱十严等艺术家共筹书画会社，交流切磋画艺
- 1943年，28岁。祖母病逝于凤阳。与次子同染霍乱，次子亡。秋末，次女维为出生
- 1944年，29岁。日军轰炸并占据全县。八月逃至金城江又遇日机轰炸几丧命，逃命途中遇土匪抢劫，多年所蓄书画荡然无存
- 1945年，30岁。经贵阳往重庆举办个人画展。四子维涤出生。抗战胜利，携眷返回凤阳。次年9月任教于凤阳光启中学
- 1947年，32岁。研究宋元画法。三女维盘出生
- 1948年，33岁。研究清代石涛画法。因内战再携全家老少十余人离乡再入广西全县。是年提出“学时有他无我，画（化）时有我无他”的画学思想。研习指画
- 1949年，34岁。任教于全县中学。五子维湘出生。离全县抵贵阳。9月至重庆。12月返回贵阳并定居。在贵阳街头设地摊刻印鬻画维持生计
- 1951年，36岁。四女维新出生
- 1954年，39岁。五女维生出生。是年为友人作十米山水长卷
- 1955年，40岁。因积劳成疾，须发皆白
- 1956年，41岁。加入贵阳市刊刻社。开始关注黄宾虹艺术
- 1957年，42岁。六女维久出生。父振华公在贵阳病逝
- 1958年，43岁。调入贵阳市工艺美术厂，从事国画、漆画、日用搪瓷花样设计
- 1960年，45岁。六子维时出生
- 1963年，48岁。七子维阳出生
- 1964年，49岁。调入贵阳市工艺美术研究所国画室
- 1968年，53岁。因“文革”运动多次被抄家，所藏图书及多年所积书画被毁，送给几位友人的数百件作品先后被其友人偷偷用水浸毁或焚烧
- 1971年，56岁。1月，下放（流放）贵州省龙里县洗马镇。几乎每日上山写生、采药、打柴，采野菜、野果以补给生活。两年间足遍洗马山山水水。得自然之助，画风由此大变
- 1972年，57岁。冬，恢复工作，回到贵阳
- 1973年，58岁。作《千岭冬雪图》。研究明清绘画
- 1974年，59岁。患病半年。医院下病危通知三次
- 1975年，60岁。研究王羲之、怀素、米芾书法及徐渭、八大、赵之谦、吴昌硕花卉。是冬作雪景并题诗：“大雪纷飞连夜落，琼瑶遍野狂风作。苍松屹立小山前，冷对炎凉见标格。”
- 1976年，61岁。“文革”结束。作《万壑水云流图》。研究虚谷，探索金鱼画法
- 1977年，62岁。是年多作米氏云山，研究青藤、白阳、程邃、梅清、清“四僧”及赵之谦、吴昌硕诸家
- 1978年，63岁。探索黄宾虹墨法。往北京参观法国油画展。入故宫绘画馆观摩古画。游大方山，访云居，观摩崖石刻
- 1979年。64岁。五女维生因列车事故遽逝于湖北荆门。出游安徽黄山，往苏州寻访先师顾彦平后人。谒美专旧址，访百花巷
- 1982年，67岁。往云南游苍山、洱海。入蜀登峨眉、青城。作《千山风雨图》《万壑松风万树梅》等数十件山水、花卉巨制。以米氏、徐渭、石涛、黄宾虹墨法写贵州山水
- 1985年，70岁。出游庐山。作《黔山瑞雪图》《云横黔山图》。研徐渭、担当等
- 1986年，71岁。游云南大理，归作《千峰竞秀图》等
- 1987年，72岁。退休。受聘为贵州省文史馆馆员
- 1989年，74岁。所著《论“法、守、功、化”》一文刊发于《中国画》杂志
- 1993年，78岁。开始探索大泼墨画法，作百幅圆光《云无心册》
- 1995年，80岁。衰年变法。以前无古人之法表现黔山之魂。作百幅《黔山烟云册》
- 1999年，84岁。9月，中国艺术研究院副院长冯其庸、比较艺术研究所所长顾森、美术研究所副所长陈绶祥为《刘知白画集》撰写序文，12月，中央工艺美术学院院长张仃为画集题写书名
- 2000年，85岁。作25米长卷《云山无尽图》。著名学者、美术评论家冯其庸、陈绶祥、陈履生、刘龙庭前往贵阳出席“刘知白中国画展暨学术研讨会”并往家中观看刘知白作画。冯其庸观后当即挥毫赋诗：“参透苍苍笔底妙，潇潇风雨起六朝。辋川若见莲翁笔，应悟洪荒是寂寥”。此后，柯文辉、陈传席、陈履生、梅墨生、许宏泉、朱京生先后撰文对刘知白的艺术进行评价
- 2003年，88岁。春。每日作画数小时。4月末，忽卧床不起。临终前数日在病床上泼墨十余幅。8月14日凌晨二时逝世于家中。次日，著名画家李世南等先生发来唁电和挽联悼念，冯其庸电传《白云之歌》为刘知白送行

## 画展及出版
- 1936年   在苏州举办第一次个展
- 1945年   在重庆举办个人画展
- 1948年   在凤阳举办个人画展
- 1949年   在广西全州举办个人画展
- 1949年   在重庆举办个人画展
- 1977年   作品《千山风雨》获贵州省美术作品展二等奖
- 1983年   于贵阳市，贵州省展览馆及贵阳市工艺美术研究所共同举办“刘知白中国画展”  作品《贡嘎山色》等5件作品分别由贵州省博物馆、贵阳市美术家协会收藏
- 1985年   贵阳市美协编辑出版《刘知白蒋梦谷画集》
- 1987年   受聘为贵州省文史研究馆馆员
- 1988年   北京，中央美术学院陈列馆举办“刘知白中国画展”
- 1988年   中央电视台新闻联播播报“刘知白中国画展”开幕式、《人民日报》文化动态栏目刊载刘知白简介及展讯
- 1989年   6月，《中国画》杂志以顾森撰文“默默的耕耘者”为题刊介刘知白艺术。论《中国画》发表
- 1990年   8月，由王朝闻题写片名、贵州省电视台制作的刘知白专题片《青山不老人未老》在贵州电视台播出
- 1999年   11月，《文艺报》发表冯其庸评文“丹青泼向黔西东——读刘白云先生的山水画”
- 1999年   12月，由张丁题写书名，冯其庸、顾森、陈授祥分别作序的《刘知白画集》在贵州人民出版社出版
- 2000年   1月，《荣宝斋》杂志以48个版面刊介绍刘知白艺术
- 2000年   5月，贵阳，贵州省博物馆、贵州省国画院、贵阳市美协在贵州省博物馆联合举办“刘知白中国画展暨刘知白艺术研讨会”冯其庸率北京专家到贵阳参加开幕式及学术研讨会。贵州省博物馆收藏刘知白4尺中堂泼墨山水一件
- 2003年  《中国书画》杂志刊发刘知白作品
- 2004年   2月，北京，荣宝斋“迎春书画展”特邀刘知白遗作参展
- 2004年  《荣宝斋》杂志特刊刊介刘知白作品
- 2005年  5月，人民美术出版社出版发行《刘知白画集》
- 2005年  8月，成都，12件山水作品应邀参展 “世纪”与“天堂第二届成都双年展”（中国双年展首次打破常规邀请唯一已故艺术家作品参展），泼墨山水一件被成都国际会展中心收藏
- 2006年  荣宝斋出版社出版发行《写意画范-刘知白山水》
- 2006年  10月，《中国书画》杂志“近现代专题”以“入古人神髓,出古人头”为题刊介刘知白艺术
- 2007年  人民美术出版社出版发行《中国近现代名家画集-刘知白》
- 2007年  10月，《美术观察》杂志重点刊介刘知白艺术
- 2007年  11月，南京，太平天国纪念馆，“尤无曲 吴耦丁 刘知白中国画展”
- 2008年  6月，北京宋庄，“宋庄国际艺术年展”特邀刘知白3件水墨作品参展
- 2009年  9月，北京宋庄， “水墨社会”大型水墨展特邀刘知白8件作品参展
- 2010年  中国美术院出版社出版发行《刘知白画集》
- 2011年  1月，北京，中国国际贸易中心，刘知白12件遗作应邀参加“第三届亚洲艺术博览会”。 第三届亚洲艺术博览会组委会在开幕式上为刘知白先生颁发“亚洲艺术大师奖”
- 2012年  1月，北京，中国国际贸易中心，刘知白件26件遗作应邀参加“第四届亚洲艺术博览会AATS”
- 2012年  4--5月，北京，“知白守黑 如莲化境——刘知白水墨艺术展”在798太和艺术空间展出
- 2012年  11月，遗作《山塘如镜月光明》入选中国美术馆主办的《搜尽奇峰——20世纪中国山水画选展》并称其艺术上承宋元，下接明清，既继承传统精髓，又注重形式的创新，最终法古变今，创造了泼墨大写意山水画的新技法，成为中国画史上最具代表性的泼墨大家之一
- 2012年  12月，中国国家画院收藏刘知白作品21件、课徒稿、信函28件，写生稿,23件
- 2013年  1月，北京，中国国际贸易中心，刘知白30件遗作应邀参加“第五届亚洲艺术博览会AATS”
- 2013年  1月27日至30日，在中国国际贸易中心举办
- 2013年  5月，扬州市美术馆，由江苏省文联主办的“跨世纪的画史脊梁——江南三老尤无曲、熊纬书、刘知白书画精品展”在扬州市文联美术馆开幕
- 2013年  6月 “南北宗——回望董其昌”中国山水画学术研究展特邀刘知白4件遗参展
- 2013年  7月，由中国国家画院院长杨晓阳任主编的《中国国家画院精品书系-刘知白中国画集》在安徽美术出版社出版
- 2013年  7月，北京，由中国国家画院主办的《刘知白中国画展暨艺术研讨会》在中国国家画院美术馆开幕，中国国家画院艺术研究院主持并招开了刘知白艺术研讨会
- 2013年  8月，常州，由江苏省常州市武进区政府、常州市文学艺术联合会主办的《刘知白中国画展暨艺术研讨会》在常州市恽南田美术馆开幕
- 2013年  11月，北京，应中国文化产业促进会书画艺术委员会、中国文化产业杂志社特邀刘知白先生遗作参加“2013年中国创新书画艺术家提名展”，并为刘知白先生颁发“中国创新书画艺术家”奖牌
- 2013年  12月，北京，今日美术馆，刘知白8件遗作应邀参加“水法与墨道展”
- 2013年  12月，广州、上海、北京，刘知白2件遗作应邀参加2013——2014“流动的水墨双年展”
- 2014年  4月25日，北京 中国美术馆，由中国文学艺术界联合会、中共云南省委宣传部、中共贵州省委宣传部、中国美术家协会、中国美术馆、云南文联、贵州文联、中央民族大学、中国文学艺术基金会、中国文学艺术发展专项基金等单位联合主办的 “七彩云南-多彩贵州——中国美术作品展”中刘知白艺术被列为个案研究
- 2014年  4月5日-20日，南京-金陵美术馆，刘知白10件遗作应邀参加 “遗忘的经典-二十世纪后期中国画大家精品9人展”
- 2014年  5月9日，北京-炎黄艺术馆，刘知白8件遗作应邀参加“第六届亚洲艺术博览会暨北京春季沙龙”
- 2014年  6月，人民美术出版社出版发行《中国近现代名家作品选粹-刘知白（山水）》
- 2014年  7月，《美术》杂志美术家栏目以追忆怀念为题刊介刘知白艺术。同年于北京，798树下画廊，刘知白8件遗作应邀参加“不朽丹青-陈子庄 方召麐 刘知白 王敬恒作品展”
- 2014年  8月24日-9月24日，秦皇岛-秦皇美术馆，刘知白10件遗作应邀参加“丹青傲骨-现代中国画大家精品展”
- 2014年  《画界》杂志
- 2014年  《中国书画家》
- 2014年  10月17日-23日，安徽合肥，合肥-九留米友好美术馆，中国国家画院、合肥市委宣传部、合肥市文联共同主办“白云归故乡-刘知白艺术文献展”
- 2014年  12月，人民美术出版社出版发行《中国近现代名家作品选粹-刘知白（花鸟）》《中国近现代名家作品选粹-刘知白（指画）》
- 2014年  江西人民美术出版社出版发行《秋水长天月下箫-刘知白作品赏读》
- 2016年  10月27日-11月6日，北京中国美术馆3、5、7号厅，由中国美术家协会、贵州省文史研究馆、贵州省文学艺术界联合会共同主办，贵州省美术家协会承办的“百年知白——刘知白艺术大展暨学术研讨会”在中国美术馆开幕
- 2017年  8月，由贵州省文史研究馆编的《百年知白 黔山风骨——纪念刘知白先生诞辰100周年》在贵州大学出版社出版发行
- 2018年  2月15日-2月24日，刘知白的12余幅巨作于法国利尼翁河畔尚邦市展出
- 2018年  4月20日-5月4日，刘知白作品受邀在法国Annonay市26FK画廊举办个人画展
- 2018年  6月28日-8月8日，刘知白在法第三次个人画展于巴黎new image画廊举办

## 主要出版物
《刘知白泼墨山水集》
《中国近现代名家画集·刘知白》
《刘知白中国画集》
《清气和诗醉墨痕——论刘知白泼墨山水画》
《知白守黑——谈刘知白的艺术》
《秋水长天月下萧·刘知白作品赏读》
《黔山风骨——刘知白的艺术》